# Allius Barnes
Pour les articles homonymes, voir Barnes.
Allius Barnes, né le 13 janvier 1999 à Los Angeles (Californie), est un acteur américain.

## Filmographie

### Cinéma
- 2017 : Thumper : Flip
- 2019 : American Skin : Jayden
- 2025 : Atropia de Hailey Gates : Private Plant
- À venir : Rise[Quand ?] : Tayo

### Télévision
- 2009 : Applause for Miss E (téléfilm) : Sands
- 2014 : S.H.R.I.E.K. : Spencer (5 épisodes)
- 2014 : Sam et Cat : Marvin
- 2014 : Melissa and Joey : Marvin
- 2015 : Bones : Marcellus Miller
- 2016 : Rosewood : Oscar Diaz
- 2018 : Chicago Police Department : Nathan Hawkins
- 2019 : PEN15 : Evan (3 épisodes)
- 2019 : Snowfall : 2Ton
- 2019 : Unbelievable : Remy (3 épisodes)
- 2021 : Cruel Summer : Vince Fuller (9 épisodes)[1]
- 2023 : American Horror Stories : River Wallace (saison 3, épisode 1)